# Black Dog
„Black Dog“ je skladba ze čtvrtého studiového alba anglické hard rockové skupiny Led Zeppelin  (Led Zeppelin IV) z roku 1971. Skladbu napsali zpěvák Robert Plant, kytarista Jimmy Page a baskytarista John Paul Jones. Skladba vyšla také jako singl s Misty Mountain Hop na B-straně. Autorem kytarového riffu v písni je baskytarista John Paul Jones.

## Sestava
- Robert Plant – zpěv
- Jimmy Page – kytara
- John Paul Jones – baskytara
- John Bonham – bicí